# Загорка (езеро)
Вижте пояснителната страница за други значения на Загорка.
Загорка е изкуствено езеро, разположено в парк „Бедечка“ в североизточната част на Стара Загора. Езерото се захранва от водите на река Бедечка. Кръстено е на намиращата се в непосредствена близост пивоварна Загорка.
Езеро „Загорка“ е било построено от един от най-успешните градоначалници на Стара Загора – Йордан Капсамунов, управлявал между 1952 и 1962 г. Проектът на Йордан Капсамунов бил много мащабен, но в голямата си част останал неосъществен. Кметът искал да изгради в близост голяма къпалня, ресторант на няколко тераси, тенис-кортове, розариум, концертна зала. Йордан Капсамунов мечтаел в езерото да плува корабче, което да развлича старозагорци. На 7 август 1962 г. край езерото официално е открита бирария „Загорка“.
През 1983 г. на мястото на бирария „Загорка“ общината построява ресторант с хотелска част, носещ същото име, но не успява да го завърши. Поводът за построяването му е предстоящото провеждане на Световно първенство по корабен моделизъм в езеро „Загорка“. Заради липса на средства повечето от проектите на Йордан Капсамунов, свързани с езерото, както и на кметовете след него, останали недовършени. Хотел-ресторант „Загорка“ е завършен и открит през 1987 г.
На 30 юни 2012 г., на мястото на останалия безстопанствен в началото на 90-те години хотел-ресторант „Загорка“, е открит петзвезден комплекс – парк-хотел „Стара Загора“. В езерото отново плуват лодки и водни колелета, в дървени къщички, разположени във водата, живеят и се размножават над 100 диви патици и други водолюбиви птици. Езерото се зарибява ежегодно, в него се провеждат състезания по спортен риболов корабомоделизъм, триатлон и други водни спортове. В близост се намира и 670-годишен чинар (рекордьор).